# JVKE
Jacob Dodge Lawson (nacido el 3 de marzo de 2001) conocido profesionalmente como JVKE (pronunciado como "Jake"), es un cantautor, productor y celebridad de internet estadounidense. Durante el confinamiento por la pandemia de COVID-19, comenzó a crear videos de TikTok para sus canciones, uno de los cuales, "Upside Down", se volvió viral en 2021 y se usó en más de 14 millones de videos de TikTok. Su álbum debut, This Is What ____ Feels Like (Vol. 1–4) (2022), alcanzó el puesto 56 en el Billboard 200, mientras que la canción "Golden Hour" alcanzó el puesto 10 en el Billboard Hot 100.
Lawson fue nombrado MTV Push Artist para octubre de 2022, e interpretó "Golden Hour" en vivo en el Tonight Show con Jimmy Fallon, además de realizar varias presentaciones en Europa para MTV.
Lawson actualmente tiene más de 11 millones de seguidores en la plataforma TikTok.

## Primeros años
Lawson nació el 3 de marzo de 2001 en Providence, Rhode Island. Su madre es maestra de música en una escuela pública y su padre es pastor de iglesia. Tuvo una educación musical en la iglesia y tuvo clases de piano, y también comenzó a cantar y escribir sus propias canciones para su iglesia. Fue a la escuela católica y luego a la escuela secundaria pública en su ciudad natal de Cranston, y se inscribió en el Community College de Rhode Island durante un año y medio antes de abandonar sus estudios para convertirse en cantante. 

## Carrera
En 2020, durante el confinamiento por COVID-19, Lawson y su familia se unieron TikTok. Después de un período inicial de creación de sketches y otros videos, anunció su primer sencillo, "Upside Down". La canción se hizo popular, lo que llevó a Charlie Puth a acercarse a Lawson para un remix. En una transmisión en vivo en Instagram en enero de 2021, Lawson anunció que colaboraría con Galantis en una canción. Esa canción, "Dandelion", fue lanzada en enero de 2021.
Lawson lanzó "Golden Hour" el 15 de julio de 2022, una canción que escribió y produjo de forma independiente junto con la edición de su video musical. Fue su primera canción en figurar en las listas de Billboard, lo que le valió la atención mundial y las invitaciones para aparecer en programas de televisión. También fue nombrado MTV Push Artist para octubre de 2022. Tras el lanzamiento de la canción, MTV UK le pidió a Lawson que interpretara la canción, que publicaron en YouTube. También fue reconocido por MTV Italia, para la que también actuó.
"Golden Hour" debutó en el Billboard Hot 100 en el número 71 y alcanzó su punto máximo en el número 10. También alcanzó el número 19 en la lista de sencillos del Reino Unido. Para noviembre de 2022, la canción ha tenido más de 100 millones de visitas en YouTube, TikTok y otras plataformas de redes sociales.
El 17 de noviembre de 2022, JVKE anunció su primera gira, recorriendo Nueva York, Los Ángeles y otras ciudades del país.
El 8 de diciembre de 2022, Lawson lanzó "Hero", una colaboración con Martin Garrix y el juego de cartas móvil Marvel Snap.

## Discografía

### Álbumes de estudio
- This Is What ____ Feels Like (Vol. 1–4)

### Compilaciones

#### Deezer
- This Is What Falling in Love Feels Like (554Hz): EP exclusivo de Deezer consistente en "This Is What Falling in Love Feels Like", "Moon and Back" y "Golden Hour".)[21]
- This Is What Heartbreak Feels Like (432Hz): EP exclusivo consistente en This Is What Heartbreak Feels Like", "I'm Not Okay" y "Ghost Town."[22]

#### Apple Music
- This Is What Sadness Feels Like (214Hz): EP exclusivo de Apple Music consistente en "This Is What Sadness Feels Like", "Wonder If She Loves Me" y "Save Your Breath".[23]
- This Is What Falling Out of Love Feels Like (392Hz): EP exclusivo consistente en "This Is What Falling Out of Love Feels Like", "Catch Me" y "I Can't Help It".[24]

### Sencillos

#### Como artista principal
- Upside Down (2020, solo o con Charlie Puth).[25]
- Dandelion (2021, con Galantis).
- This Is What Falling in Love Feels Like (2021).
- Golden Hour (2022).
- Hero (2022, con Martin Garrix).
- This Is What Heartbreak Feels Like (lanzado originalmente como sencillo promocional el 31 de marzo de 2022[26] antes de llegar a la radio como sencillo oficial el 28 de febrero de 2023).[27]
- This Is What Losing Someone Feels Like (2023).[28]
- With All My Heart (2023, con Illenium).[29]
- Fool 4 U (2023, con Galantis y Enisa).
- This Is What Autumm Feels Like (2023).
- This Is What Space Feels Like (2023).
- This Is What Winter Feels Like (2024).
- Lavender (2024, con Pink Sweat$)

#### Como artista destacado
- U Love U (2022, Jax con Jvke. Jax fue participante de la decimocuarta temporada de American Idol).
- Broken Memories (2023. NCT DREAM con Jvke).
- Fire! (2023, Alan Walker con YUQI, (G)I-DLE y Jvke)

#### Sencillos promocionales
- Home (2021).[30]
- Secrets (2021).[31]
- Brand New Day (2021, parte de la banda sonora de la película Clifford, el gran perro rojo).[32]
- Anxiety (2021).[32]
- Charger (2022, con Chillpill).[33]
- I Can't Help It (2022, parte de This Is What ____ Feels Like (Vol. 1–4))[34]

### Otras apariciones fuera de sencillos
- Remind Me (2021, Andy Mineo con Jvke, parte del álbum Never Land II).[35]

## Premios y nominaciones
- iHeartRadio Music Awards 2023 en la categoría Social Star Award (ganó).[36]